# Mihálkovits István
Mihálkovits István Antal (Zenta, 1831. augusztus 11. – Zenta, 1888. augusztus 3.) postamester, a Zentai Takarékpénztár igazgató elnöke, Zenta város polgármestere.

## Felmenői, családja
Apai nagyapja, Mihálkovits Antal ( - Zenta, 1831. augusztus 7.) 1807. szeptember 1. és 1815. szeptember 12. között, majd 1818-tól haláláig Zenta város főjegyzője, kezdeményezésére adták ki 1816-ban Ugróczi Ferenc: Zentai ütközet című könyvét és emlékeztek meg első alkalommal a zentai csatáról. Apai nagyanyja, ómoroviczai Piukovits Cecília. Apai nagyanyja révén másodfokú unokatestvére volt bajsai Vojnits Szidóniának (Szabadka, 1800. május 16. - Szabadka, 1836. június 30.), herceg Erba-Odescalchi Sándor (Milánó, 1791. augusztus 10. - Precotto, 1872. június 1.) feleségének, aki ősanyja volt az Erba-Odescalchi család Bács-Bodrog vármegyei ágának.
Anyai nagyapja nemes Sorok Ferenc ( - Zombor, 1865. szeptember 12.) az 1805-ben meghirdetett nemesi felkeléskor Bács-Bodrog vármegye 2. lovasságának őrmestere, a vármegyétől 1826-ban nyert nemesi bizonyítványt, Bácsszentivánon volt jegyző, később Zombor város képviselő-testületének tagja. Anyai nagyanyja, Szüllő Rozália ( - Zombor, 1857. április 12.). Anyai nagybátyja Sorok Sándor Bács-Bodrog vármegye szolgabírója.
Édesapja, Mihálkovits József (Zenta, 1805. szeptember 15. - ). Édesanyja, nemes Sorok Anna. Szülei Bácsszentivánon, 1830. október 11-én kötöttek házasságot.
Mihálkovits István 1852. október 14-én Zentán vette feleségül Tóth András és Jedlicska Cecília lányát, Tóth Amáliát (Zenta, 1838. június 23. - Zenta, 1911. szeptember 25.).
Gyermekei:
- Sándor Ferenc András (Zenta, 1853. július 24.[9] - Zenta, 1853. szeptember 10.)[10]
- Amália Eleonóra (Flóra) (Zenta, 1855. március 1.[11] - Zenta, 1894. október 30.)[12] férje: Zenta, 1874. június 1.[13] ölyvedi Szabó László (Zenta, 1844. december 30.[14] - Zenta, 1900. április 17.)[15] köz- és váltóügyvéd, Zenta város országgyűlési képviselője. Unokájuk Szilágyi László genealógus.
- Dezső Péter (Zenta, 1857. január 4.[16] - Budapest, 1909. december 13.)[17] a Pesti Hazai Első Takarékpénztár főellenőre, felesége: lukanényei Luka Anna ( - Budapest, 1923. január 3.)[18]
- Albina Terézia (Zenta, 1858. október 16.[19] - Temesvár, 1940.) 1. férje: Zenta, 1879. július 21.[20] nemeskéri Kiss Pongrác Géza Farkas (Pécs, 1853. július 18. - ), 2. férje: ölyvedi Szabó László (Zenta, 1844. - Zenta, 1900. április 17.)[15] köz- és váltóügyvéd, Zenta város országgyűlési képviselője
- Rózsa Mária (Zenta, 1860. augusztus 27.[21] - ) férje: Zenta, 1879. augusztus 02.[22] csíkbánkfalvai Szecsey-Keresztes Iván törvényszéki bíró
- Zoltán István (Zenta, 1862. július 4.[23] - ) felesége: Baranyi Anna
- Erzsébet Karolina (Zenta, 1864. január 11.[24] - ) férje: Zenta, 1881. november 26.[25] Vadász Zsigmond ( - Módos, 1900. május 24.)[26] köz- és váltóügyvéd
- Ilona Cecília (Zenta, 1865. november 22.[27] - ) 1. férje: Zenta, 1886. február 2.[28] nagyváli és csalticzi dr. Vaály Emil ügyvéd, földbirtokos, 2. férje: Budapest, 1901. október 14.[29] lovag Chylinski Sándor István Valerián Béla Géza (Hietzing, Bécs, 1863. június 19. - Trencsén, 1912. október 6.)[30] őrnagy
- Hildegárd Mária Valéria (Zenta, 1871. április 26.[31] - ) férje: Zenta, 1894. november 5.[32] váraljai Kiss Olivér Sándor (Szilágycseh, 1864. augusztus 12. - Módos, 1901. szeptember 8.)[33] járásbírósági végrehajtó

## Pályája
Mihálkovits István 1852-től 1853. november 20-ig Zenta város jegyzője volt. Az 1853-ban létrehozott postahivatal első postamestere. Pontosan nem tudni, mikor választották a város képviselő-testületének tagjává, választott tisztségének ellátása során tevékenyen részt vett Zenta város közéletében. 1870-ben a Bács-Bodrog vármegyei iskolatanács tagjaként említik, szívügye volt az oktatás kérdése, sokat tett a város iskolarendszerének fejlesztéséért. Mihálkovits István rövid ideig tulajdonosa volt az 1875-ben alapított Zenta és Vidéke című hetilapnak. 1869-ben említik először a Zentai Takarékpénztár igazgató elnökeként, tisztségét haláláig, közel húsz éven át töltötte be. 1880. május 31-én a város közgyűlése közfelkiáltással választotta meg Zenta város polgármesterévé, tisztségében Schmausz Endre Bács-Bodrog vármegye alispánja 1881. október 3-án függesztette fel, elmozdítását Tisza Kálmán belügyminiszter hagyta jóvá.

## Származása
| Mihálkovits István (Zenta, 1831. augusztus 11. – Zenta, 1888. augusztus 3.) postamester, a Zentai Takarékpénztár igazgató elnöke, Zenta város polgármestere | Apja: Mihálkovits József | Apai nagyapja: Mihálkovits Antal ( – Zenta, 1831. augusztus 7.) csantavéri, később zentai jegyző                                      | Apai nagyapai dédapja: Mihálkovits József                                                                   |
| Mihálkovits István (Zenta, 1831. augusztus 11. – Zenta, 1888. augusztus 3.) postamester, a Zentai Takarékpénztár igazgató elnöke, Zenta város polgármestere | Apja: Mihálkovits József | Apai nagyapja: Mihálkovits Antal ( – Zenta, 1831. augusztus 7.) csantavéri, később zentai jegyző                                      | Apai nagyapai dédanyja: nemes Fonyó Judit                                                                   |
| Mihálkovits István (Zenta, 1831. augusztus 11. – Zenta, 1888. augusztus 3.) postamester, a Zentai Takarékpénztár igazgató elnöke, Zenta város polgármestere | Apja: Mihálkovits József | Apai nagyanyja: nemes ómoroviczai Piukovits Cecília                                                                                   | Apai nagyanyai dédapja: nemes ómoroviczai Piukovits Demjén                                                  |
| Mihálkovits István (Zenta, 1831. augusztus 11. – Zenta, 1888. augusztus 3.) postamester, a Zentai Takarékpénztár igazgató elnöke, Zenta város polgármestere | Apja: Mihálkovits József | Apai nagyanyja: nemes ómoroviczai Piukovits Cecília                                                                                   | Apai nagyanyai dédanyja: Lukics Ágnes                                                                       |
| Mihálkovits István (Zenta, 1831. augusztus 11. – Zenta, 1888. augusztus 3.) postamester, a Zentai Takarékpénztár igazgató elnöke, Zenta város polgármestere | Anyja: nemes Sorok Anna  | Anyai nagyapja: nemes Sorok Ferenc ( – Zombor, 1865. szeptember 12.) bácsszentiváni jegyző, Zombor város képviselő-testületének tagja | Anyai nagyapai dédapja: nemes Sorok András (Zombor, 1752. december 31. – Bácsszentiván, 1829. augusztus 9.) |
| Mihálkovits István (Zenta, 1831. augusztus 11. – Zenta, 1888. augusztus 3.) postamester, a Zentai Takarékpénztár igazgató elnöke, Zenta város polgármestere | Anyja: nemes Sorok Anna  | Anyai nagyapja: nemes Sorok Ferenc ( – Zombor, 1865. szeptember 12.) bácsszentiváni jegyző, Zombor város képviselő-testületének tagja | Anyai nagyapai dédanyja: nemes Balogh Erzsébet                                                              |
| Mihálkovits István (Zenta, 1831. augusztus 11. – Zenta, 1888. augusztus 3.) postamester, a Zentai Takarékpénztár igazgató elnöke, Zenta város polgármestere | Anyja: nemes Sorok Anna  | Anyai nagyanyja: Szüllő Rozália ( – Zombor, 1857. április 12.)                                                                        | Anyai nagyanyai dédapja:                                                                                    |
| Mihálkovits István (Zenta, 1831. augusztus 11. – Zenta, 1888. augusztus 3.) postamester, a Zentai Takarékpénztár igazgató elnöke, Zenta város polgármestere | Anyja: nemes Sorok Anna  | Anyai nagyanyja: Szüllő Rozália ( – Zombor, 1857. április 12.)                                                                        | Anyai nagyanyai dédanyja:                                                                                   |